# La Putain respectueuse
Pour les articles homonymes, voir La Putain respectueuse (homonymie).
La Putain respectueuse (titrée à l'origine La  respectueuse) est une pièce de théâtre en un acte et deux tableaux de Jean-Paul Sartre publiée en 1947 et représentée pour la première fois le 8 novembre 1948 au Théâtre Antoine (avec Morts sans sépulture). L'histoire est inspirée de celle des Scottsboro Boys.
Adaptée au cinéma en 1952 sur une réalisation de Charles Brabant et Marcello Pagliero, également adaptée à la télévision en 1974 par André Flédérick.

## Argument
Dans une petite ville du sud des États-Unis, deux hommes noirs sont à tort accusés de viol. L'un est tué par Thomas, un citoyen américain blanc, l'autre s'enfuit et tente une première fois de se réfugier chez Lizzie, une prostituée blanche, dont Fred, le cousin de Thomas, est client. Ce dernier, puis un sénateur, tentent d'obtenir d'elle une fausse déclaration pour permettre de sauver l'assassin. Elle refuse de se parjurer à plusieurs reprises, en dépit des moyens utilisés pour l'en convaincre. Quand l'homme noir revient se cacher chez elle, elle lui tend un revolver qu'il refuse de prendre : « Je ne peux pas tirer sur des Blancs », affirme-t-il. Il s'enfuit, et c'est un autre Noir, tout aussi innocent, qui est lynché par la foule. La pièce se clôt sur un affrontement entre Lizzie et Fred, mais celle-ci le menaçant de son revolver, finit par lui avouer son incapacité à tirer sur un homme tel que lui.

## Distribution,Théâtre Antoine,1946
- Héléna Bossis : Lizzie Mac Cay
- Yves Vincent : Fred
- Robert Moor : le sénateur
- Habib Benglia : l'homme noir
- Roland Bailly :  John
- Maïk : James
- Eugène Durand : 1er homme
- Michel Jourdan : 2e homme
- Claude Régy : 3e homme

- Mise en scène (non signée) : Julien Bertheau et Jean-Paul Sartre
- Décors : André Masson construits par Jean Bertin

## Thématiques abordées
- La liberté, le libre arbitre et l'aliénation
- Les inégalités sociales
- Le poids des mots et des conventions sociales

## Adaptations
- 1952 : La Putain respectueuse, film de Charles Brabant et Marcello Pagliero
- 1974 : La Putain respectueuse, téléfilm d'André Flédérick